# 黒い雪
『黒い雪』（くろいゆき）は、1965年の日本映画。作中のシーンが「わいせつ物頒布等の罪」に問われ、監督および配給担当スタッフが刑事裁判（黒い雪事件）の被告人となったことで議論を呼び、社会問題となった。
前年に谷崎潤一郎原作の『白日夢』『紅閨夢』を相次いでヒットさせた監督・武智鉄二が自らオリジナル・シナリオを執筆した、性描写と反戦メッセージを込めた作品。
日活スコープ・モノクロ・89分。配給は日活および国映。封切り時の同時上映は『夜霧の脱出』。

## あらすじ
崎山次郎の母弥須は、横田基地で売春宿を経営している。弥須の妹由美が、駐留軍のボスの情婦なので、商売は秘密裡に運んでいた。次郎は娼婦たちと関係をもっているが、彼女らが平然と黒人兵と同衾しているのを見て、言いようのない挫折感に襲われた。彼は、ハイヤーの運転手堀田の娘静江の清純さに魅かれたが、自称共産党員黒瀬に、静江を譲った。
だまされて犯された静江は、基地を裸のまま逃れたが、ジェット機の衝撃波によって地上に打ち倒された、－まるで弱小民族の運命を象徴するかのように。次郎は黒人兵を殺し、由美がボスから二万ドル受けとることを知ると、由美のキャバレーを襲い、金を奪い、由美と関係すると、途中次郎は、由美を射殺した。次郎の心の中で、民族的な怒りと、人間的憐みが走ったのだ。
娼婦の同情の中で、次郎は静江にかわる人間像を娼婦の皆子に求めようとするが、その矢先駐留軍に捕えられた。駐留軍は二万ドルの公金紛失と、殺人事件の罪で次郎をせめた。自白を拒否する次郎のもとに、堀田と静江が面会に来た。次郎は、静江の純粋な愛情を知って罪の一切を告白した。
ところが、自白が駐留軍ボスの横領罪に触れると、事件はうやむやにほうむられ、次郎は殺人罪で起訴された。日本の警察に引渡される日、弥須は「本当に悪い奴は他にいるんだよ、基地なんかなければいいんだ」と絶叫した。かつて占領軍に協力的だった母に、こう叫ばせたのは何か、黒い雪は降り積って止むを知らない。

## 出演
- 崎山次郎 - 花ノ本寿
- 母弥須 - 村田知栄子
- 堀田静江 - 紅千登世
- 堀田貞雄 - 美川陽一郎
- 娼婦ユリ - 内田高子
- 娼婦雪枝 - 月まち子
- 娼婦英子 - 松井康子
- 娼婦皆子 - 滝まり子
- 叔母由美 - 水町圭子
- 友人黒瀬 - 沢律生
- 友人山脇 - 野上正義
- 黒人軍曹 - リカド・ヘモサ
- 刑事 - 花川蝶十郎
- 坂口俊
- 福岡ゆたか
- ハンス・フォルネフ
- A・モロヅ
- ジャック・大井
- イワン・ベレティ
- F・ザイノウラ

## スタッフ
- 監督：武智鉄二
- 製作：長島豊次郎
- 脚本：武智鉄二
- 撮影：倉田武雄
- 照明：大住慶次郎
- 美術：大森実
- 音楽：湯浅譲二、八木正生
- 効果：協立効果グループ
- 助監督：小川益生、黒川文男
- 記録：前田有行
- 編集：金子半三郎
- スチール：武智俊郎
- 衣裳：佐藤杏梨
- 技術監督：芥川和敏
- 製作主任：池俊行
- 結髪：小山登喜世
- 美粧：清水志津
- 現像：キヌタ・ラボラトリー
- 録音：アオイスタジオ
- 製作：第三プロダクション
- 配給：国映、日活

## 映像ソフト
- 2007年12月22日、「彩プロ」から「武智鉄二DVDコレクション」の一環としてDVDが発売された。

## 黒い雪事件
公開直後の6月16日、警視庁が上映フィルムを一斉押収し、のちに監督の武智および、日活の配給部長がわいせつ図画公然陳列罪で起訴された。武智らは一審および二審で無罪の判決となり、裁判は終結した。